# 佛森 (加利福尼亞州)
佛森是美國加州中部美利堅河（American River）流域上、沙加緬度郡裡的一個城市，位於州府沙加緬度東方約20英里（32公里）的地方。
佛森市在19世紀淘金時代即有眾多尋求橫財的淘金者聚集，在山區掏石掘土滿地尋寶，因而該地得有「花崗岩城市」（Granite City）的暱稱。福森雖以一座因名歌手強尼·凱許獻唱的佛森監獄（Folsom Prison）而使小鎮聞名於世，但是此地人口僅七萬多人，亞裔人口也只有7.19%左右，是一個友善與寧靜兼具，值得探幽訪勝的精緻小城。
佛森地區開始建設是始於1850年代，由商人約瑟夫·佛森（Joseph Folsom）說服鐵路公司將鐵路營運網路擴展通過他的土地所建。約瑟夫在1855年去世，該小鎮便以表彰其建設當地功勞為名成為佛森市。當地鐵路網盛行在淘金時代，直到20世紀50年代逐漸沒落，最後鐵路終被棄置不用，成為當地古蹟之一。
而致使當地聲名遠播的佛森監獄則是成建立於1880年，這是當地地主李佛摩家族（Livermore）與加州政府所作的一項協議，他們希望藉由捐贈的土地給監獄，來換取監獄勞力於美利堅河畔（American River）建立一個可以用水力發電的水壩，藉由水壩發電廠的電力來供給自家鋸木場供電需要。不過這項計畫並不算成功，該家族很快意識到河流自然的水力可發電即已提供足夠的電力給沙加緬度和佛森地區的廠房。但是佛森發電廠（Folsom Power House）的功能性還是發揮至1952年左右才功成身退，彼時它還擁有一條全州最長（22英里）的供電纜線，現在該發電所已該市成為一個供人憑弔的歷史性的建築文物。
至於當地壯觀的佛森水壩（Folsom Dam），則是加州政府於1956年，為提供沙加緬度谷地（Sacramento Valley）迫切的洪水控制和水權管控而建。這個大壩也順帶造就了北加州一個熱門的景點：佛森湖（Folsom Lake）。該湖從北端花崗石灣（Granite Bay）到最南端的佛森湖畔，全長約七哩。湖面清澈宜人，常有遊人泛舟、垂釣以及舉辦眾多水上與岸邊活動。
福森是一個沙加緬度近郊頗受民眾歡迎的城鄉地區。豐富的公園設施，良好的學校教育環境，和緊密的社區關係，都為當地美國中產階層所鍾愛而遷居至此。當地發展迅速的佛森湖社區學院（Folsom Lake College），更為急遽暴增的進駐當地人士提供更多學習機會與場所。科技業巨擘英特爾（Intel）在此設有一大辦公研發處，超過4000名員工在此工作，是沙加緬度都會區最大的非政府僱主。